# 227-й окремий автомобільний батальйон (Україна)
227-й окремий автомобільний батальйон (227 ОАБ, в/ч А1823) — формування автомобільних військ сухопутних військ ЗС України. Сформоване у складі Оперативного командування «Схід».